# Steven Vanknotsenburg
Steven Vanknotsenburg (ur. 21 lutego 1982 r. w Grimbsby) – kanadyjski wioślarz.

## Osiągnięcia
- Mistrzostwa Świata – Monachium 2007 – czwórka podwójna – 14. miejsce[1].
- Mistrzostwa Świata – Poznań 2009 – ósemka – 2. miejsce[1].